# Кириаки (1976 – 1982)
„Кириаки“ (на гръцки: «Κυριακή», в превод Неделя) е гръцко списание, издавано в град Лерин (Флорина), Гърция, от 1976 до 1982 година.

## История
Списанието започва да излиза в 1976 година и е издание на Леринската митрополия. Излиза всяка седмица. Спира в 1982 година.